# Intentos de restauración de Carlos de Habsburgo

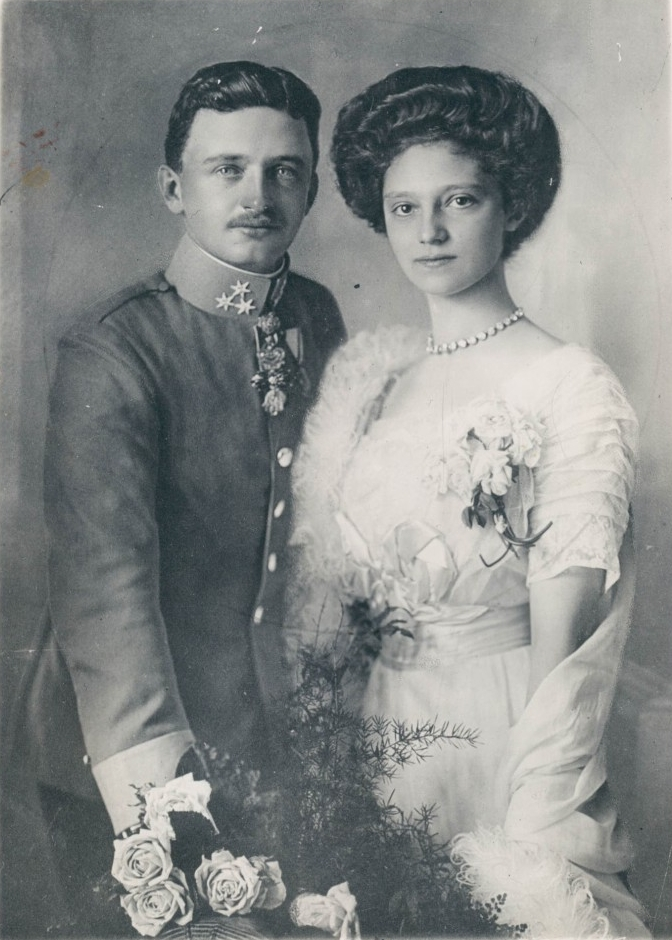
La pareja imperial, el emperador Carlos I de Austria y IV de Hungría y la emperatriz Zita de Borbón-Parma exiliados en Suiza, trataron de retomar el trono húngaro en dos ocasiones en 1921, sin éxito.

Los intentos de restauración de Carlos de Habsburgo fueron dos viajes del último emperador austrohúngaro, Carlos I de Austria y IV de Hungría, a Hungría con la intención de recuperar el trono del reino. Ambos resultaron infructuosos y llevaron al exilio definitivo del exmonarca, el afianzamiento de la regencia y la abolición definitiva de la dinastía Habsburgo en el país.
El primer intento, realizado durante la Semana Santa de 1921, terminó fracasando ante la negativa del regente Miklós Horthy a entregar el poder a Carlos, que se había trasladado a la capital húngara sin apoyo militar para forzar su restauración. La hostilidad de los países vecinos y de la Triple Entente, así como la falta de apoyo militar suficiente, hicieron que desistiese a los pocos días y regresase a Suiza.
El 21 de octubre de 1921 voló en avión de nuevo a Hungría y reunió un contingente de soldados afines a su causa para marchar sobre Budapest. Esta vez logró llegar hasta las afueras de la capital sin apenas incidentes, pero allí hubo de enfrentarse a los grupos armados reunidos a toda prisa por Horthy y sus seguidores, que lograron vencer a sus fuerzas, en parte gracias a la traición del general Pál Hegedüs, comandante de estas, que se confabuló con Horthy. Derrotado, el exemperador y su esposa fueron entregados a la Entente, que los envió a su exilio final en la isla portuguesa de Madeira.

## Antecedentes
El 3 de abril de 1919, el Gobierno austriaco de Karl Renner lograba aprobar sin oposición la ley que expulsaba perpetuamente a los miembros de la casa de Habsburgo de territorio austriaco, confiscaba sus bienes y eliminaba los derechos nobiliarios. Checoslovaquia ya había hecho lo propio a comienzos de noviembre de 1918, apenas terminada la guerra.
Para acoger al exmonarca, el Gobierno suizo exigió que escogiese su residencia en los cantones interiores o en el oeste del país, lejos de la frontera austriaca. Tras varias semanas de búsqueda, se instaló en mayo en «villa Prangin», una amplia casa de campo en un terreno arbolado a la orilla del lago de Ginebra. El 5 de mayo de 1919, nacía otro hijo de la pareja, al que llamaron Rudolf, nombre del fundador de la dinastía.
En abril se había formado un Gobierno contrarrevolucionario bajo protección francesa en la ciudad sureña de Szeged en Hungría, en la que se habían organizado unidades de oficiales. Una de ellas, el «batallón Ostenburg», desempeñó un papel crucial en los intentos de restauración de Carlos al trono húngaro. Otra de ellas, la «división Lehar», reclutada durante el verano gracias a los fondos robados al Gobierno revolucionario de Béla Kun en Viena, se concentró en Estiria oriental con la intención de pasar a Hungría. Tras la caída de la República Soviética Húngara, su comandante, el coronel Antal Lehar, leal a Carlos, pasó con sus tropas a Hungría, se instaló junto a la frontera y estableció una zona favorable al monarca. A finales del verano de 1919, Carlos ya había decidido tratar de regresar a Hungría y retomar el trono, pero hubo de esperar a la firma del tratado de paz de Hungría para evitar la imposición de condiciones más duras para el país por su restauración.
El 1 de marzo de 1920, Miklós Horthy, antiguo almirante y comandante en jefe de la flota austrohúngara durante la Primera Guerra Mundial, fue elegido regente del restaurado reino de Hungría. Supuestamente fiel a Carlos, el regente exigió un juramente de lealtad a su persona de los oficiales del Ejército que desconcertó al exmonarca y le hizo dudar de la posición de Horthy.

## Primer intento de restauración
El plan consistía en trasladarse hasta Viena en el expreso París-Múnich-Viena. La primera parte del viaje, la más peligrosa, consistía en el traslado desde Prangins a Basilea y el abandono de Suiza, que Carlos tenía prohibido. El 24 de febrero de 1921, el cuñado de Carlos y hermano de Zita, el príncipe Sixto de Borbón-Parma, consiguió en París un pasaporte falso para el exsoberano, que le entregó el teniente coronel británico Strutt, que no contaba con órdenes ni permiso de su Gobierno para ayudar a Carlos.
El 24 de marzo de 1921, el exemperador Carlos tomó el tren en Nyon, transbordó en Berna y cruzó la frontera francesa por Alsacia con un simple pase fronterizo; abandonaba secretamente Suiza acompañado de un sacerdote y de uno de sus partidarios. Tras desplazarse a Estrasburgo en automóvil, tomó un tren para Viena al día siguiente (Viernes Santo), dirigiéndose a Hungría con un pasaporte diplomático español falso conseguido en París a nombre del «señor Sánchez» para restaurar la monarquía húngara y ser proclamado rey, alegando que podría contar con apoyo del Gobierno francés para ello. En Salzburgo su acompañante mostró su pasaporte, que contaba con visados de Alemania, Austria, Francia y Checoslovaquia, a la policía austriaca, explicando que su compañero se había retirado a descansar por hallarse enfermo.

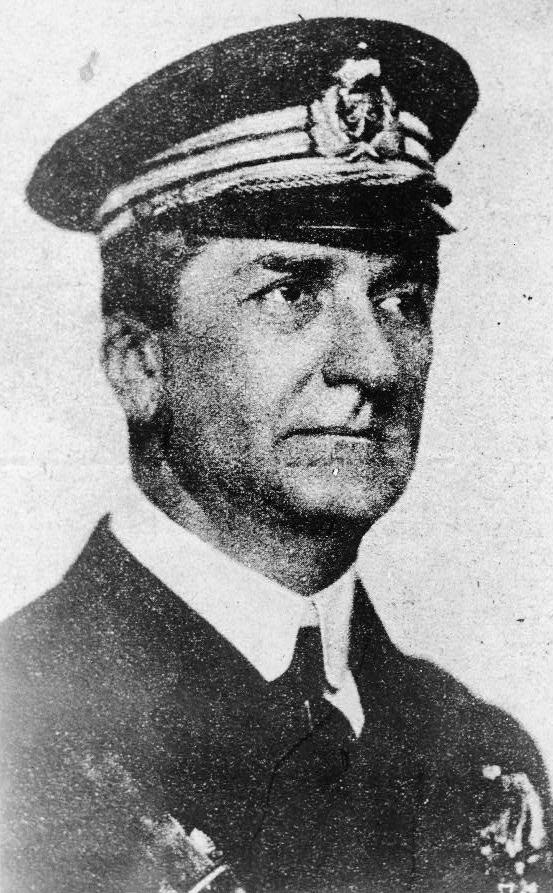
El regente húngaro Miklós Horthy, en abril de 1921, días después del primer intento de restauración fracasado. Horthy, que había mantenido una postura ambigua ante Carlos, se negó a cederle el poder, pero obtuvo numerosos títulos durante la entrevista con el exmonarca.

Llegado a Viena a las 10:50 p. m., abordó un taxi fingiendo buscar alojamiento en hoteles, todos llenos por tratarse se Semana Santa, para dirigirse a continuación a su verdadero destino, la casa de un conde húngaro en Viena que había participado en las negociaciones de paz de 1917 y a quién, sin embargo, no se le había avisado de la inminente llegada de Carlos.
Al día siguiente, Sábado Santo (26 de marzo), viajó hasta la frontera húngara acompañado por el conde en dos taxis, fingiendo entonces ser un funcionario de la cruz roja británica. Carlos se había teñido de negro el bigote y llevaba gafas de conducir para evitar ser reconocido, aunque el cruce de la frontera no tuvo percance alguno, acostumbrados los guardias a las frecuentes visitas del conde a su hacienda húngara. Pasada la frontera, Carlos y el conde hubieron de abandonar el coche y tomar un carro para llegar al palacio arzobispal de Szombathely pasadas las diez de la noche. Al arzobispo tampoco se le había anunciado la llegada de Carlos y se hallaba cenando con un ministro del Gobierno, que confirmó su lealtad al exmonarca. Inmediatamente, Lehar se presentó ante Carlos y uno de sus oficiales fue a avisar al primer ministro, el conde Pál Teleki, que se encontraba de caza en las cercanías.
Al día siguiente, el Domingo de Resurrección, Teleki se presentó a las 4:30 a. m. en el palacio arzobispal y trató de convencer a Carlos de que abandonase su intento de restauración. Teleki aconsejó al antiguo soberano que se retirase a Suiza o continuase a Budapest. Tras convencer a Carlos de que Horthy cedería el poder en cuanto el exmonarca alcanzase la capital y comprometiéndose a regresar de inmediato a Budapest y comunicarle su regreso a Horthy, Teleki partió una hora antes que Carlos hacia la ciudad, aunque llegó, sin embargo, después que él. Carlos, el conde Sigray y dos oficiales de la unidad de Lehar viajaron a Budapest en automóvil. Allí, donde Teleki no había avisado a Horthy aún, un edecán del regente le anunció a este la llegada del exemperador. Carlos logró reunirse en secreto con el almirante Horthy en el palacio real; Horthy rechazó en una discusión personal apoyar la restauración inmediata alegando que Francia y Gran Bretaña se opondrían a tal proyecto, entre otros argumentos, como su juramento al Parlamento. Tras dos horas de conversación, Carlos confirmó a Horthy como duque de Otranto y Szeged (títulos que se había otorgado él mismo) y le concedió la mayor condecoración austrohúngara, la gran cruz de la orden militar de María Teresa. No consiguió, sin embargo, que accediese a entregarle el poder. Sin fuerza armada para imponer su voluntad y con fuerzas hostiles en la antecámara, Horthy rogó a Carlos que no llevase a cabo ninguna acción sin consultarla antes con él y logró que se retirase esa noche a Szombathely, no sin antes sugerir a Carlos que debía utilizar sus fuerzas para marchar sobre Viena y lograr una doble restauración. Horthy se comprometió mientras a preparar el regreso del exmonarca y Carlos exigió que se uniese a él en Szombathely en un plazo de tres semanas. En el camino de regreso su coche se averió y un campesino de la zona hubo de trasladarle a su destino, después de que se le invitase a beber en una taberna local donde se le aclamó. Carlos llegó a su destino a las cinco de la mañana del 28 de marzo.
Mientras, Horthy llamó al representante francés para corroborar si Carlos efectivamente contaba con el apoyo galo, a lo que aquel respondió con una rotunda negativa tras consultar con París. Al día siguiente, los representantes francés y británico mostraron su total oposición a la restauración de Carlos, paso al que siguieron las protestas de los Gobiernos italiano, yugoslavo, checoslovaco y rumano. Los Gobiernos de Belgrado y Praga anunciaron estar dispuestos a invadir Hungría y ocupar Budapest con sus tropas para impedir la restauración de un Habsburgo en el trono (que, según temían, podría intentar el restablecimiento del Imperio Austrohúngaro y amenazar la independencia de sus países). El 30 de marzo de 1921, Horthy hizo una proclamación, agradeciendo la lealtad del Ejército y declarando la inconveniencia de un cambio de Gobierno, sin mencionar al rey. Con tropas insuficientes para tomar el poder por la fuerza, el intento de restauración había fracasado.
Carlos y Horthy había acordado suspender su conversación tres semanas para hallar una solución pero, mientras tanto, los nacionalistas húngaros temían que la coronación de Carlos significase resucitar el predominio austriaco sobre Hungría y lograron que el Parlamento magiar impidiera la restauración de Carlos (1 de abril de 1921). El mismo día, la junta de embajadores de la Entente, reunida en París, declaraba su oposición a aceptar las restauración. Ante ello el exemperador (que al parecer sólo esperaba ser llamado para reinar al vencer el plazo de tres semanas), cada vez más presionado, se retiró de Hungría el 4 de abril, sintiéndose traicionado por Horthy, pero aclamado por la población. Escoltado por tropas británicas a su paso por Austria, hubo de atravesar una manifestación en su contra de trabajadores austriacos, que causó momentos de tensión. Finalmente, logró cruzar el país y alcanzar territorio helvético a media tarde.

## Regreso a Suiza
A su regreso a Suiza, el Gobierno del país endureció sus condiciones para darle asilo que debía de ser, en todo caso, temporal. A comienzos de mayo, la familia se trasladó al palacio de Hertenstein. Horthy mantenía su actitud ambigua con el exemperador.

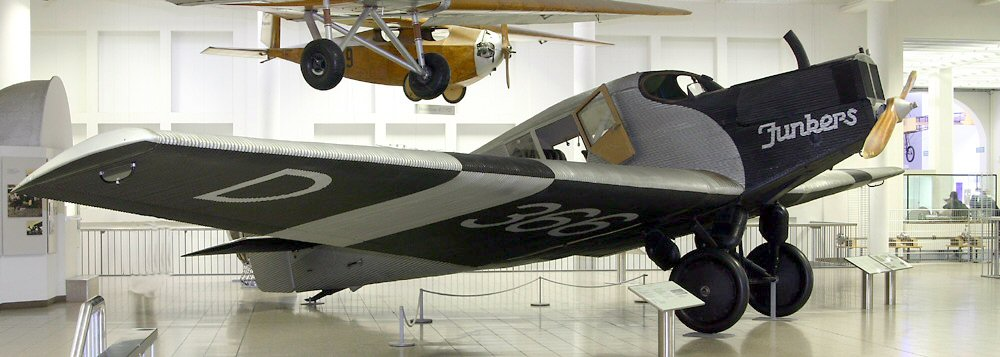
Junkers F 13, el avión de seis plazas que llevó a la pareja imperial de vuelta a Hungría en el otoño de 1921.

Mientras, en Hungría, el gabinete del Pál Teleki —que contenía a un cierto número de partidarios de la restauración de Carlos— dimitió y le sustituyó otro Gobierno con Esteban Bethlen al frente. Horthy siguió asegurando a Carlos su futura restauración a principios de septiembre, aunque le comunicó que su intento de primavera la había complicado.
A comienzos de agosto, un enviado de Carlos logró reclutar a dos pilotos húngaros que debían llevarlo de vuelta a Hungría. A finales de mes, se encontró el avión que debía transportarlo, un Junkers de un solo motor almacenado en el aeródromo de Dübendorf, a las afueras de Zúrich.
Aunque deseaba retrasar su regreso a Hungría hasta la primavera del año siguiente, las purgas de partidarios en Hungría —tanto en el Ejército como en la administración—, le persuadieron de mantener la vuelta para el otoño. La fecha del regreso se decidió una vez que se supo que la unidad de Ostenburg, que había sido trasladada a Sopron por la disputa con Austria sobre el control del territorio, iba a ser trasladada a Budapest y disuelta el 23 de octubre de 1921. Carlos decidió presentarse en Hungría en esa misma fecha.

## Segundo intento de restauración

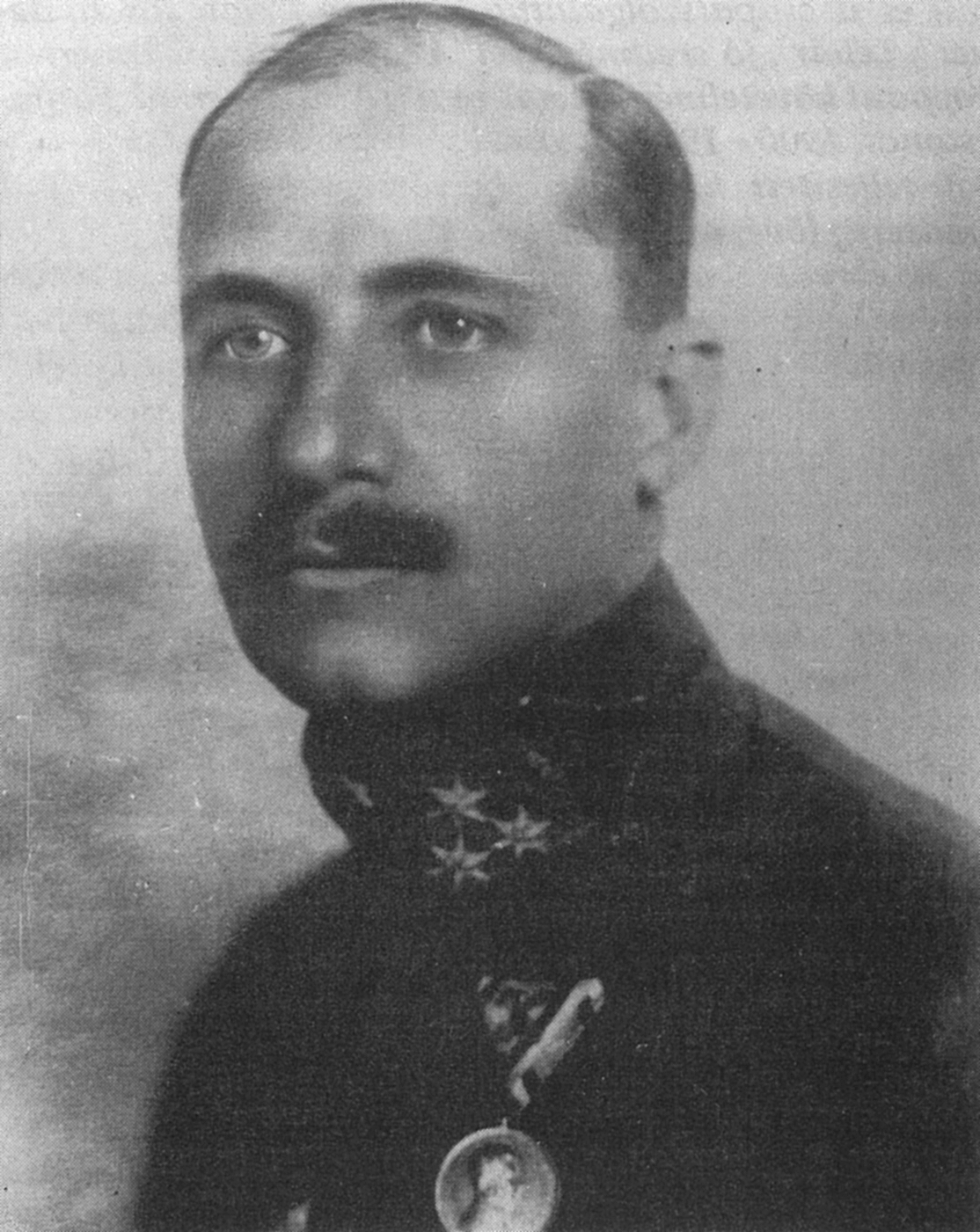
El coronel Antal Lehár, ascendido por Carlos a general y ministro de Defensa del efímero Gobierno formado durante el segundo intento de restauración. Fue relevado del mando a petición propia durante los choques con las fuerzas leales al regente Miklós Horthy.

La mañana del 20 de octubre, Carlos y Zita partieron de Hertenstein fingiendo retirarse para celebrar privadamente su aniversario de bodas (el día siguiente), cambiaron pronto de automóvil y se trasladaron ya con nueva identidad al aeródromo donde les esperaba su avión. Allí no fueron reconocidos y no se les solicitó documentación alguna. Pasado el mediodía y con buen tiempo, despegaron por primera vez en sus vidas. Cuando sobrevolaban Kampen en Baviera, uno de los motores se averió y el avión comenzó a descender, pero lograron arrancarlo de nuevo y aterrizar en una granja húngara a las 4:10 p. m., cerca del castillo del conde Cziráky.

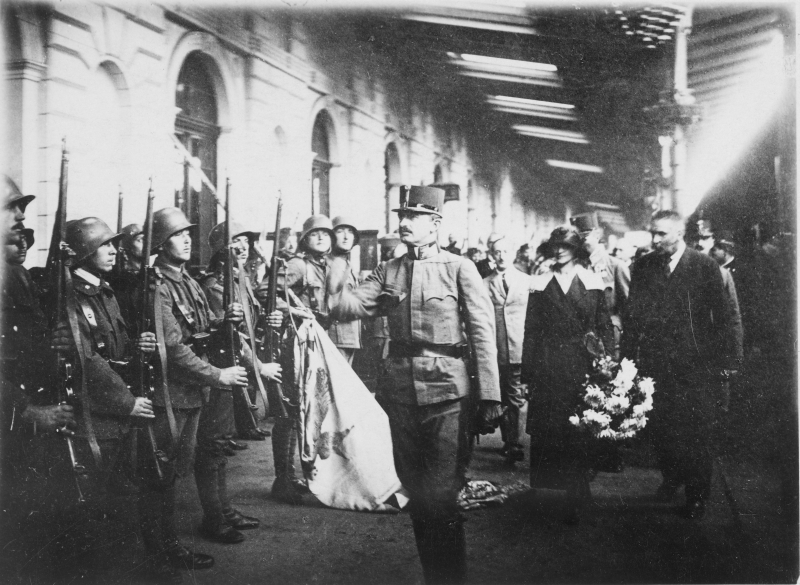
Carlos seguido de Zita pasando revista a una guardia de honor en Sopron el, a su llegada a territorio húngaro.

Tras cierta confusión, pues no se les esperaba hasta el día siguiente, el coronel Lehár y el coronel Ostenburg recibieron pronto la noticia de la llegada de Carlos y Zita. Estos fueron trasladados a los cuarteles militares en Sopron, donde les esperaban algunos de sus partidarios, políticos y aristócratas. Ostenburg, que había abandonado los vagones que debían trasladar a sus tropas a la capital no esperando ya ese día la llegada del exemperador, hubo de recuperarlos a toda prisa de manos de unos campesinos que los habían tomado para enviar sus productos, lo que retrasó la marcha hacia la capital.
Los oficiales y soldados acuartelados allí hubieron de jurar fidelidad a Carlos, medida que la exemperatriz impuso para asegurarse el apoyo militar. Poco después se formó un nuevo Gobierno en el que Esteban Rakovszky fue nombrado primer ministro, Gyula Andrássy, ministro de Exteriores y Lehár, de Defensa. Carlos podía contar con el apoyo de importantes políticos y oficiales, además del de la población local y el del clero católico. A las once de la noche, se consideró todo dispuesto para partir hacia Budapest y comenzó el lento avance por ferrocarril.
En su marcha hacia Budapest al día siguiente (22 de octubre de 1921), el rey no encontró oposición hasta alcanzar Győr y fue bien recibido en las estaciones que fue cruzando. Aquí le llegó el telegrama de Horthy, que solicitaba que detuviese su marcha, petición que fue ignorada. También lo fueron las órdenes del regente a las guarniciones a lo largo del recorrido para que detuviesen la marcha de Carlos y sus partidarios. El tren real viajaba acompañado de otros cuatro cargados de tropas. La noche del 22, Gyula Gömbös reclutó voluntarios entre los estudiantes de la capital, a los que se les indicó que marchaban contra tropas checoslovacas, para detener el avance de las tropas de Carlos, ya en las afueras de Budapest.
La mañana del domingo 23 de octubre, cuando las fuerzas de Ostenburg avanzaban de Bia-Torbagy a Kelenföld para unirse a un batallón de infantería que les esperaba para marchar sobre la capital, las fuerzas de Gömbös rechazaron el avance. Lehar, recién nombrado general, solicitó ser relevado del mando y que se nombrase al general Pál Hegedüs, de dudosa lealtad pero recomendando por el leal Lehar. Ante el estancamiento de los combates, Hegedüs se ofreció a acudir al frente y lograr la deserción de las unidades de Horthy a Carlos pero, en vez de ello, cruzó las líneas para tratar con Horthy y Gömbös en Budapest. Hegedüs regresó al lado de Carlos, informó de lo complicado de una posible ofensiva ante las medidas defensivas tomadas por Horthy y comunicó la solicitud de tregua de este, que Carlos concedió tratando de evitar los combates. A la vez, Hegedüs prometió solicitar refuerzos para completar el asalto a la capital.
Ese mismo día, el Gobierno había anunciado la llegada del exmonarca el día anterior y expresado la necesidad de que abandonase territorio húngaro, mostrándose dispuesto a tomar las medidas que fuesen necesarias para ello. Se ordenó a las tropas detener el avance de Carlos y se les prohibió jurarle fidelidad. A la vez, el Gobierno checoslovaco anunció que el regreso de Carlos sería considerado casus belli y tomaría medidas junto con sus aliados de la Pequeña Entente; ordenó al día siguiente la movilización, que también se puso en marcha en Yugoslavia. Por la tarde, los Gobiernos de la Pequeña Entente enviaron tropas a su frontera húngara para impedir que Carlos fuese restaurado. Los checoslovacos cerraron la frontera.

División de Austria-Hungría en 1918.
Imperio de Austria en 1914
Reino de Hungría en 1914
Bosnia y Herzegovina en 1914
Las líneas rojas señalan las fronteras posteriores a la desintegración del Imperio.

A la mañana siguiente, lunes 24 de octubre, antes de que expirase la tregua, las unidades de Horthy, que habían recibido las mejores posiciones en las negociaciones de la misma gracias a Hegedüs, habían rodeado a las unidades de Carlos. Las escaramuzas entre los dos bandos acabaron con la derrota de las tropas reales por la llegada de refuerzos enemigos de las provincias y por la traición del nuevo comandante, el general Hegedüs, que había colaborado con las fuerzas de Horthy. Carlos prohibió alargar la resistencia, considerada ya inútil.
El Gobierno de Bethlen exigió la rendición incondicional, pero garantizó la seguridad de la pareja imperial y se comprometió a tratar con los Aliados sobre su residencia definitiva, pero reclamó la abdicación formal al trono húngaro. Carlos y Zita se trasladaron al castillo de Tata, ofrecido por el conde Esterhazy.
El 27 de octubre, los franceses solicitaron la entrega de Carlos y Zita a la flotilla naval británica del Danubio. El día anterior, la conferencia de embajadores Aliados reunida en París había recordado al Gobierno de Budapest sus anteriores avisos y exigido tanto la proclamación del destronamiento de Carlos como su abandono de territorio húngaro. Mientras, Carlos y Zita habían sido trasladados a la abadía de Tihany, en una península septentrional del lago Balatón. Carlos se negó a firmar su abdicación.
El 29 y a instancias de Benes, los Aliados exigieron la renuncia de toda la casa de Habsburgo al trono húngaro, o únicamente la de Carlos. El Parlamento húngaro aprobó finalmente la ley que destronaba a Carlos y su dinastía el 5 de noviembre.

## Consecuencias
El 31 Carlos y Zita embarcaron en el Danubio en un barco británico camino del Mar Negro; viajaron más tarde en tren y se les trasladó el 7 de noviembre en el crucero británico Cardiff a través de Estambul y Gibraltar a su exilio definitivo en Madeira (destino que alcanzaron el 11 de noviembre). Allí Carlos murió de neumonía el 1 de abril de 1922.
Los intentos de restauración acabaron con el destronamiento definitivo de la dinastía en Hungría y aceleraron la alianza de los países vecinos en la Pequeña Entente. Afianzaron también el poder del regente Horthy, que se mantuvo en el poder hasta octubre de 1944.